# Артфорум
Артфорум (енгл. Artforum), часопис (са десет бројева годишње) посвећен савременој умјетности, основан у Сан Франциску 1962. Мјесто издавања се преселило у Лос Анђелес 1965. а затим у Њујорк 1967. године. Име часописа је промијењено у Артфорум Интернашнал 1982. године. Као водећи амерички часопис у својој области и богато илустрован, привлачи и објављује многе познате авангардне умјетнике, и често служи као арена за разне умјетничке контроверзе. Критичари који су посебно повезани са Артфорумом укључују Мајкла Фрида, који је важан за развој формалистичких аргумената Клемента Гринберга. Међутим, до 1970-их часопис се повезивао са реакцијом на формализам и често је посвећивао подједнако пажње фотографији колико и сликарству. Ипак, његов приступ је био недовољно радикалан за неке критичаре, који су 1976. основали алтернативни часопис Октобар. Збирка радова из Артфорума објављена је као Артфорум Антологија (Artforum Anthology) 1984. године.